# Krayzee
Krayzee ist das Pseudonym des Rappers Kenneth Daryl Lewis, der durch seine Mitwirkung an verschiedenen Eurodance-Hits der späten 1990er Jahre bekannt wurde.

## Werdegang
Zunächst veröffentlichte Krayzee 1997 die Solo-Single Come Around and Feel Me, die jedoch unbeachtet blieb. Nachdem Modern Talking 1998 für die Remixe einiger Hits den Rapper Eric XL Singleton verpflichteten, erschienen eine Reihe ähnlicher Produktionen. C. C. Catch engagierte Krayzee für die Rap-Parts auf ihrem Mega-Mix, Touché coverten mit seiner Unterstützung den Village-People-Klassiker Y.M.C.A. Beide Tracks erreichten im Herbst 1998 mittlere Chartränge in Deutschland, Y.M.C.A. außerdem in Österreich und der Schweiz. I Can Lose My Heart Tonight ’99, wieder eine Kooperation mit C. C. Catch, stieg Anfang 1999 auf Platz 72 der deutschen Singlecharts. Im gleichen Jahr versuchte Krayzee mit Let You Go als Solokünstler zu punkten, blieb jedoch kommerziell erfolglos.

## Diskografie (Singles)
- 1997: Come Around and Feel Me
- 1998: Megamix ’98 (feat. C. C. Catch)
- 1998: YMCA (feat. Touché)
- 1998: Jump Around / K.R.A.Y.Z.E.E. (Bad Posse feat. K.R.A.Y.Z.E.E.)
- 1999: I Can Lose My Heart Tonight ’99 (feat. C. C. Catch)
- 1999: Let You Go